# Annet-sur-Marne
Annet-sur-Marne és un municipi francès, situat al departament del Sena i Marne i a la regió d'Illa de França. L'any 2007 tenia 3.240 habitants.
Forma part del cantó de Claye-Souilly, del districte de Meaux i de la Comunitat de comunes Plaines et Monts de France.

## Demografia

### Població
El 2007 la població de fet d'Annet-sur-Marne era de 3.240 persones. Hi havia 1.181 famílies, de les quals 270 eren unipersonals (157 homes vivint sols i 113 dones vivint soles), 266 parelles sense fills, 560 parelles amb fills i 85 famílies monoparentals amb fills.
La població ha evolucionat segons el següent gràfic:
Habitants censats

### Habitatges
El 2007 hi havia 1.276 habitatges, 1.214 eren l'habitatge principal de la família, 13 eren segones residències i 49 estaven desocupats. 1.039 eren cases i 219 eren apartaments. Dels 1.214 habitatges principals, 943 estaven ocupats pels seus propietaris, 249 estaven llogats i ocupats pels llogaters i 22 estaven cedits a títol gratuït; 54 tenien una cambra, 125 en tenien dues, 157 en tenien tres, 241 en tenien quatre i 637 en tenien cinc o més. 967 habitatges disposaven pel capbaix d'una plaça de pàrquing. A 489 habitatges hi havia un automòbil i a 638 n'hi havia dos o més.

### Piràmide de població
La piràmide de població per edats i sexe el 2009 era:
| Homes | Edats   | Dones |
| ----- | ------- | ----- |
| 4     | 95 o +  | 0     |
| 0     | 90 a 94 | 32    |
| 8     | 85 a 89 | 24    |
| 24    | 80 a 84 | 12    |
| 24    | 75 a 79 | 28    |
| 36    | 70 a 74 | 40    |
| 8     | 65 a 69 | 36    |
| 48    | 60 a 64 | 20    |
| 44    | 55 a 59 | 48    |
| 92    | 50 a 54 | 48    |
| 100   | 45 a 49 | 152   |
| 148   | 40 a 44 | 116   |
| 68    | 35 a 39 | 84    |
| 120   | 30 a 34 | 84    |
| 88    | 25 a 29 | 132   |
| 64    | 20 a 24 | 68    |
| 96    | 15 a 19 | 132   |
| 92    | 10 a 14 | 108   |
| 84    | 5 a 9   | 80    |
| 68    | 0 a 4   | 52    |

## Economia
El 2007 la població en edat de treballar era de 2.204 persones, 1.794 eren actives i 410 eren inactives. De les 1.794 persones actives 1.704 estaven ocupades (916 homes i 788 dones) i 91 estaven aturades (45 homes i 46 dones). De les 410 persones inactives 106 estaven jubilades, 179 estaven estudiant i 125 estaven classificades com a «altres inactius».

### Ingressos
El 2009 a Annet-sur-Marne hi havia 1.152 unitats fiscals que integraven 3.098 persones, la mediana anual d'ingressos fiscals per persona era de 25.543 €.

### Activitats econòmiques
Dels 144 establiments que hi havia el 2007, 3 eren d'empreses extractives, 2 d'empreses alimentàries, 6 d'empreses de fabricació d'altres productes industrials, 31 d'empreses de construcció, 26 d'empreses de comerç i reparació d'automòbils, 5 d'empreses de transport, 7 d'empreses d'hostatgeria i restauració, 6 d'empreses d'informació i comunicació, 4 d'empreses financeres, 11 d'empreses immobiliàries, 21 d'empreses de serveis, 14 d'entitats de l'administració pública i 8 d'empreses classificades com a «altres activitats de serveis».
Dels 47 establiments de servei als particulars que hi havia el 2009, 1 era una oficina de correu, 1 una oficina bancària, 7 tallers de reparació d'automòbils i de material agrícola, 6 paletes, 3 guixaires pintors, 6 fusteries, 4 lampisteries, 2 electricistes, 5 empreses de construcció, 3 perruqueries, 3 restaurants, 5 agències immobiliàries i 1 saló de bellesa.
Dels 6 establiments comercials que hi havia el 2009, 1 era una botiga de més de 120 m², 2 fleques, 1 una peixateria i 2 botigues d'electrodomèstics.
L'any 2000 a Annet-sur-Marne hi havia 3 explotacions agrícoles.

## Equipaments sanitaris i escolars
L'únic equipament sanitari que hi havia el 2009 era una farmàcia.
El 2009 hi havia 1 escola maternal i 2 escoles elementals.

## Poblacions més properes
El següent diagrama mostra les poblacions més properes.